# Chiloscyphus yunnanensis
Chiloscyphus yunnanensis är en bladmossart som beskrevs av C.Gao et Y.H.Wu. Chiloscyphus yunnanensis ingår i släktet blekmossor, och familjen Lophocoleaceae. Inga underarter finns listade i Catalogue of Life.